# بیالگرادتس
بیالگرادتس (به بلغاری: Byalgradets) یک منطقهٔ مسکونی در بلغارستان است که در ایوالوفگراد واقع شده‌است.